# René Carmille

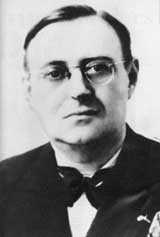
Porträt von René Carmille (1886–1945)

René Carmille (* 1886 in Trémolat, Département Dordogne; † 25. Januar 1945 im Konzentrationslager Dachau) war Generalrevisor der französischen Streitkräfte und Mitglied der Résistance.
René Carmille absolvierte die École polytechnique im Jahr 1906, anschließend wurde er französischer Offizier, Generalrevisor der französischen Streitkräfte, während der deutschen Besatzung war er der Schöpfer des Statistischen Amtes Service national des statistiques (SNS, „nationaler Statistikdienst“), aus welchem 1945 das Institut national de la statistique et des études économiques (INSEE) hervorging, sowie einer individuellen Personenschlüsselnummer, aus welcher nach der Befreiung die französische Sozialversicherungsnummer wurde.

## Carmille in der Ära Léon Blum
Im kommerziellen Leben war in den 1930er Jahren die Lochkartentechnik zur Datenverarbeitung verbreitet. Carmille war Pionier bei der Verwendung der Lochkartentechnik in den französischen Verwaltungen. Carmille hatte bereits im Dezember 1934 vorgeschlagen, für das französische Wehrersatzwesen allen Jungen einen Personenschlüssel mit der Geburtsurkunde bei den Standesämtern zu geben. Er führte in diesem Zusammenhang einige wichtige Experimente in Rouen durch. Carmille verhandelte auch mit dem Rechnungshof über eine Reform des Haushaltswesens der Armee. Er vertrat das Kriegsministerium in verschiedenen Statistikkommissionen und dozierte an der École libre des sciences politiques. 1938 hat er ein Buch »Vues d’économie objective« über objektive Betrachtung der Wirtschaft veröffentlicht und eine Konferenz  »sur le Germanisme« veranstaltet.

## Statistik im Vichy-Regime
Der Sitzkrieg führte zu mehr als einer Million französischer Kriegsgefangener. Der Waffenstillstandsvertrag ließ dem Vichy-Regime eine Armee von 100.000 Soldaten. Oberst Jean Touzet du Vigier und der Generalinspekteur Carmille schlugen dem Vichy-Regime und dem Generalstab vor, einen Zivildienst mit Lochkartenregistrierung der Bevölkerung zu schaffen, um eine verdeckte Mobilisierung zu ermöglichen. René Carmille wurde am 15. Dezember 1940 mit der Einrichtung des Service de la Démographie vom Finanzministerium beauftragt, welchem auch heute noch das statistische Amt (INSEE) untersteht. Dieses Amt griff auf Personal aus den Wehrersatzbehörden zurück, welche einen Großteil ihrer Register weiter pflegten. Ihm wurden hundert demobilisierte Offiziere und Unteroffiziere zugewiesen. Eine Tabelliereinrichtung war zentral in Lyon eingerichtet und hatte sechs regionale Filialen in der unbesetzten Zone, eine in Paris und weitere in Algier, Tunis und Rabat. Drei Hersteller teilten sich den französischen Markt für Tabelliermaschinen: Compagnie des Machines Bull, Compagnie électro-comptable (CEC) ein Tochterunternehmen der IBM, und Société anonyme des machines à statistiques (SAMAS) das französische Tochterunternehmen von Powers Accounting Machine Company mit einem Werk in Saint-Denis. René Carmille hatte umfangreiche Aufträge an Bull vergeben. Seine Beziehungen zur CEC waren nicht mehr so intensiv, da die größte europäische Tochtergesellschaft von IBM die Deutsche Hollerith Maschinen AG (DEHOMAG) war. Vor dem Krieg hatte Carmille die DEHOMAG besucht, und inzwischen saßen mehrere ihrer Vertreter in der Ausführungskommission des Waffenstillstandsvertrages. Im August 1940 wurden im besetzten Frankreich die Tabelliermaschinen der IBM Tochter, CEC durch deutsche Behörden in den Betrieben beschlagnahmt. Carmille verlegte Tabelliermaschinen aus dem Büro der französischen Armee in eine Garage.

## Datenverarbeitung für den staatlichen Zugriff auf den Einzelnen
Eine Unterscheidung zwischen den Daten zur Aushebung von Zwangsarbeitern zum Einsatz im Deutschen Reich (STO) und jenen zur Mobilisierung der französischen Armee lag im Detail. Die Nutzung eines Lochkartensystems für eine Mobilisierung erforderte:
- die Erfassung der Soldaten und des militärischen Personals, einschließlich der Gefangenen auf Lochkarten
- die Zuordnung von Schlüsselnummern an die gesamte Bevölkerung
- die Ermittlung und Ablochung der Berufe, Fertigkeiten und Fähigkeiten der Bevölkerung im erwerbsfähigen Alter.

Bei der Aufbereitung der Daten für die Verhandlungen des Vichy-Regimes mit der Wehrmacht und dem CICR über die Kriegsgefangenen erkannte Carmille, dass sein System der Schlüsselnummer im Vergleich zu den Vor- und Nachnamen sowie Matrikelnummern der Militärstammrollen, die nach Waffengattungen variiert wurden, eine geringere Stellenanzahl erforderte und sicherer war, da sie weniger Mehrdeutigkeiten zuließ. Zur Zuweisung des Personenschlüssels zwecks »Identifizierung« der Bevölkerung wurden die Geburtsurkunden von Millionen Menschen, welche in den letzten 65 Jahren in Frankreich geboren waren, in den Amtsgerichten ausgewertet. Da die Simulation für zivile Zwecke durchgeführt wurde, wurde auch der weibliche Teil der Bevölkerung erfasst und unterschieden. In der dreizehnten Spalte stand eine 2 für Frau und eine 1 für einen Mann. Damit war die Grundlage für die zukünftige Sozialversicherungsnummer in Frankreich geschaffen.

## Forderung nach Registrierung der Juden
Justizminister Raphaël Alibert wollte im Personenschlüssel zwischen Juden und Nichtjuden unterscheiden. Carmille wies darauf hin, dass dies bei einer Datenerhebung in Zivilstandsämtern, außer vielleicht in Algerien, nicht möglich sei. Eine solche Frage war seit der Einführung des Gesetzes zur Trennung von Kirche und Staat 1905 in Frankreich nicht erhoben worden. Die Erhebung wurde schließlich von März bis August 1941 ohne weitere Verschlüsselung (nur das Geschlecht) durchgeführt. Die mit der Erhebung beauftragte Zentralverwaltung war die gleiche, die schon zuvor mit der Volkszählung entsprechend dem Fünfjahresprogramm für die Statistique generale de la France (SGF) unter der Leitung von Henri Bunle beauftragt worden war. Volkszählungen hatten 1931 und 1936 stattgefunden, die nächste war für 1941 vorgesehen. Carmille ließ diese durch eine Berufserhebung (recensement des activités professionnelles) (AP) ersetzen, mit einer Klassifikation der Berufe entsprechend den Anforderungen bei einer möglichen Mobilisierung. Um nicht mit den deutschen Besatzern zu kollaborieren, beschränkte Carmille die Zählung auf das Gebiet des Vichy-Regimes. In Bezug auf Juden fügte er eine zusätzliche Frage Nr. 11: »Sind Sie von jüdischer Rasse« ein, welche sich auf den »Status der Juden«, der am 3. Oktober 1940 erlassen worden war, bezog. Die Zählung fand am 17. Juli 1941 statt. Die Frage Nr. 11 fragte Juden nicht nur die von ihnen praktizierte Religion ab, sondern auch die ihrer Großeltern. Das Vorhaben machte weltweit Schlagzeilen. in einem Artikel in der New York Times hieß es einige Wochen später: Bei dieser Volkszählung werden spezielle Registriermaschinen eingesetzt. Jede Bürgerin und jeder Bürger erhält eine Nummer, welche sich aus dreizehn Stellen zusammensetzt. Mit der Erhebung sollte für jede deutsche oder ausländische Person von 13 bis 64 Jahren eine Karteikarte erstellt werden.
Weder die Anzahl der Antworten noch irgendein anderes Ergebnis dieser Zählung wurden je veröffentlicht. Es kann heute festgestellt werden, dass weder die Volkszählung, die Erfassung der beruflichen Tätigkeiten noch die von Carmille vergebene Nummer eine Rolle bei den rassistischen Verhaftungen, Deportationen und Ausplünderungen gespielt haben. Es wurde kein Verfangen der Methode mitgeteilt. Es ist richtig, dass die Volkszählung und die Arbeitsstättenerfassung vom Juli 1941 im Machtbereich des Vichyregimes nahezu zeitgleich mit der Operation der Polizei im Juni 1941 gegen Juden stattfand. Die Dienste des SNS von Clermont-Ferrand und Limoges wurden zum Identifizieren mit Hilfe von ID-Nummer und Tabelliermaschinen aufgefordert. Carmille lehnte diesen Auftrag nicht ausdrücklich ab, um seine Schwierigkeiten nicht zu vergrößern. So weit möglich vertröstete er und führte Dienst nach Vorschrift durch, was effektiv war, da viele der betroffenen Personen im Ausland oder im Elsass geboren worden waren und deshalb keine ID-Nummer hatten. So konnte nach drei Jahren festgestellt werden, dass die im Juni 1941 geforderte Kodierung der Franzosen nur zu einer unvollständigen Erfassung der Ausländer und Juden führte, die bei Carmilles Verhaftung im Februar 1944 nicht abgeschlossen war. Es handelte sich um anonyme Tabellen, welche nach Geschlecht und Abteilung die Zahl der Juden erfassten, geordnet nach Nationalität, Berufstätigkeit und Aufenthaltsort mit Löchern kodiert. Die Polizei des Vichy-Regimes unter René Bousquet organisierte Razzien und Deportationen entsprechend eigenen Dateien und Handbüchern, welche vor dem Krieg zusammengestellt worden waren (zum Beispiel nach den André Tulard Karteikarten). Die Gestapo verlangte vom Vichyregime verbindlich die Ausbürgerung und Ausweisung der Juden zuzusagen. Carmille verzögerte so lange wie möglich die Herausgabe von Daten und erklärte die Daten zu aktualisieren. Schließlich stellten ihm die Deutschen ein Ultimatum, dem er sich beugte.

## Die StatistikbehördeService national des Statistiques(SNS)
Henri Bunle und die von ihm geführte SGF protestierten gegen die Unterwanderung ihrer Büros durch Militärs. Als Antwort wurde am 11. Oktober 1941 der Service der Demographie (SGF) in Service national des Statistiques (SNS) umbenannt. Sechs weitere Büros wurden in Nordfrankreich eingerichtet, die zukünftigen regionalen Direktionen des INSEE. Die klandestine Mobilisierung, das zentrale Ziel Carmilles, erreichte einen Erfassungsgrad, welcher weit über den Einschätzungen lag. Carmille wandte ein Programm an, welches er vor dem Krieg entwickelt hatte, und noch drei Jahre in Frankreich für eine zivilen Nutzung eingesetzt wurde, von leistungsstarken, Tabelliermaschinen für Dateien von Einzelpersonen, Unternehmen und Einrichtungen, Tests, Umfragen und Untersuchungen, Einstellung an der l’École Polytechnique. Zu den Rahmenbedingungen des Einsatzes gehörte der Eid auf die Einhaltung eines strengen Berufsgeheimnisses und eine Schule für die Anwendung aus dieser wird 1962 die École nationale de la statistique et de l’administration économique (ENSAE).

## Die Mobilisierung in Algerien
Algerien war die große Hoffnung derjenigen, die darauf warteten, den Kampf gegen die Invasoren aufzunehmen. Nebeneinander lebten französische Staatsbürger, Ausländer und Araber. Das Décret Crémieux von 1870, das den in Algerien geborenen Juden die französische Staatsbürgerschaft verlieh, erregte unter den muslimischen Algeriern Eifersucht, und auch unter den „weißen“ Europäern gab es Antisemitismus. Die Volkszählungen, bis zu der von 1936, erfassten Europäer, Juden und Muslime getrennt. Am 7. Oktober 1940 hatte das Vichyregime im Zuge des »statut des Juifs« Crémieux' Dekret aufgehoben (vgl. Chronologie der Kollaboration der Vichy-Regierung beim Holocaust). Die Juden in Algerien wurden wie die Araber zu Objekten und von der öffentlichen Verwaltung und den öffentlichen Schulen ausgeschlossen. René Carmille sandte Ende Juni 1940 das Material für das Wehrersatzamt von Rouen, einschließlich Prototyp einer Auswertung per Flugzeug.
Im Mai 1941 trifft Carmille in Algier General Maxime Weygand, den Oberkommandierenden in den französischen Kolonien in Afrika und dem Völkerbundmandat in Syrien. Am 8. November 1942 beginnt die Landung der Alliierten in Nordafrika. Am 26. Dezember ernennt das Conseil Impérial  General Henri Giraud zum Hochkommissar von Französisch Nord- und Westafrika. Jean Monnet organisiert die Wiederbewaffnung der französischen Armee. Am 5. Dezember 1942 besetzten gaullistische Streitkräfte die Geschäftsstelle des SNS in Algier. Diese wird von den Militärbehörden beschlagnahmt und Braconnot organisiert die Mobilisierung. Dank der Lochkartentechnik von Carmille konnte für de Gaulle sehr schnell mobilisiert werden. Das Regionalbüro des statistischen Amtes von Algier blieb bis zum 1. September 1946 militarisiert.

## Der ZwangsarbeiterdienstService du travail obligatoire(STO)
Das Relève „Gesetz“ war mit dem 30. Mai 1941 datiert und wurde am 28. Februar 1942 veröffentlicht. Es war schlecht gemacht und führte zu nachhaltigen Vorbehalten der Franzosen gegenüber dem Meldewesen. Am 1. Mai 1942 verlangte Fritz Sauckel vom Vichy-Regime 250.000 Arbeiter für Deutschland. Laval hoffte auf dem Treffen vom 16. Juni 1942 auf Freiwillige. Am 22. Juni 1942 verwies er darauf, dass er für drei „freiwillige“ Facharbeiter die Rückkehr eines französischen Kriegsgefangenen aus Deutschland erkaufe. In einer Rundfunkrede bekannte er seine Hoffnung auf den Sieg für Deutschland. Das Scheitern des freiwilligen Zwangsarbeiterdienstes wurde am 4. September 1942 offenbar. In seinen Erinnerungen schreibt Alfred Sauvy von einem Telefonanruf des Ministers Jean Bichelonne, der anfragte, was von einer Mobilisierung mit Lochkarten des statistischen Dienstes für den STO zu erwarten sei.
Eine entsprechende Aufforderung erging an Carmille in Lyon. Die Herausforderung bestand darin, mit den Lochkarten eine gaullistische Armee zu mobilisieren unter der Vorgabe, französische Facharbeiter für den Einsatz in der deutschen Kriegswirtschaft abzuordnen. Zeit und Ort einer alliierten Landung waren unbekannt. Im November 1942 besetzte die Wehrmacht das vorher von Vichy-Regime verwaltete Südfrankreich. Die von den Deutschen im Waffenstillstand eingeräumte französische Armee wurde aufgelöst und sammelt sich in der Organisation de résistance de l'armée (ORA).
Jean Lacouture bezeichnet in seiner Biographie von Charles de Gaulle die ORA als »eine Organisation, sehr misstrauisch gegenüber dem Gaullismus, in der Nähe des Giraudismus«. Carmille hatte die Arbeitsplatzermittlung bis zur Besetzung von Südfrankreich auf Südfrankreich beschränkt, um die Adressen der wehrfähigen Männer nicht in die Hände der Deutschen gelangen zu lassen, dieser Grund traf nun auf ganz Frankreich zu. Am 4. Dezember 1942, wandte sich Carmille mit der Regionaldirektion der nationalen Statistiken in Clermont-Ferrand an Philippe Pétain. 1975 beschreibt der Generalinspektor des Institut National de la Statistique et des Études Économiques (INSEE) Raymond Gaudriault, »im Anschluss an den Besuch, bei Petain haben sich, M. Carmille, M. Rabache, Regional Director, M. Roques, (Leiter des technischen Dienstes) und ich, in einem gesonderten Raum getroffen.« Herr Carmille beschrieb ausführlich die Funktionsweise und die möglichen Aufgaben seiner Karteien. Herr Carmille erklärte, dass verschiedene Attribute gesammelt werden könnten, Petain fragte nach wie viele? René Carmille trägt die Dual Use Attribute vor.

## Résistance
Die Ablochungsschlüssel blieben geheim, und die wesentlichen Kartensätze wurden im Jesuitenseminar Mongré bei Villefranche-sur-Saône versteckt. Carmille war Mitglied des Widerstandes von Pierre Sonneville (nom de guerre: Marco Polo) und bemüht 1943 die Maßnahmen von Algier und London zu koordinieren. Drei der Verbindungsbeamten waren in Algier. Am 4. September 1943 fliegt André Caffot auf Carmilles Weisung von einem Gelände des Réseau Jade-Amicol in der Nähe von Reims nach London, überbringt einen Personalausweis des Vichyregimes, um aus Todesmeldungen Papiere und Legenden für den Widerstandskämpfer, Deserteure und Juden zu schaffen. Wegen seines mangelnden Einsatzwillens wollte Minister Jean Bichelonne Carmille durch seinen Stellvertreter Saint-Salvy ersetzen. Dieser war für seine Kollaboration bekannt, musste jedoch den SNS am 1. März 1943 verlassen. Carmille konnte weder verhindern, dass die offiziellen Berichte das STO erwähnen noch dass die ID-Nummern auf den Formularen abgefragt wurden. Es ist allerdings kein Fall bekannt geworden, in welchem die ID-Nummer auf Formularen zur Einberufung zum STO eingetragen wurden. Während etwa 875.000 Franzosen in Deutschland Zwangsarbeit leisteten, zogen sich Zehntausende von jungen Menschen ins Maquis zurück, trafen sich mit Widerstandskämpfern aus Spanien und versuchten als Teil der Résistance die STO zu sabotieren.

## Festnahme, Folter, Deportation und Tod
Am 3. Februar 1944 wurde René Carmille mittags in Lyon mit seinem Büroleiter Raymond Jaouen verhaftet und ins Hotel Terminus gebracht, wo er von Klaus Barbie zwei Tage verhört und gefoltert wurde. Sie wurden in Montluc interniert. Klaus Barbie übergab die beiden Gefangenen an das KZ Royallieu in Compiègne. Von dort wurden sie vom 2. bis 5. Juli 1944 per Bahn mit dem letzten Transport der Verschleppten in das Konzentrationslager Dachau gebracht. Raymond Jaouen erstickte auf der Fahrt. Carmille starb am 25. Januar 1945 im KZ Dachau an Typhus.

## Nachfolgende Wirkung
1945 wurde die von Carmille eingeführte Schlüsselzahl zur französischen Sozialversicherungsnummer, und aus dem SNS ging das Statistikamt Institut national de la statistique et des études économiques (INSEE) hervor.